# Elpida
Elpida Karayianopoulou (Spercheiada, 1º ottobre 1949) è una cantautrice greca, in attività dagli anni settanta.

## Biografia

### Carriera
Nel 1972 aveva partecipato al Festival della canzone di Salonicco (in greco Φεστιβάλ Τραγουδιού Θεσσαλονίκης?) con la canzone Den ton eida (Δεν τον είδα, « Io non l'ho visto») e lo stesso anno aveva registrato il suo primo album, che era stato presentato in diretta dai suoi colleghi  Georges Dalaras, Giannis Parios, Tolis Voskopoulos, Giorgos Marinos, Yannis Poulopoulos, Haris Alexiou e Grīgorīs Mpithikōtsīs.
Già nel 1973, secondo la radio nazionale greca ERT, era la cantante più popolare del paese. Nel 1975 aveva vinto il Festival di Viña del Mar con Love Song. Ha rappresentato la Grecia all'Eurovision Song Contest 1979 con il brano Sokratis, classificandosi all'ottavo posto. All'Eurovision Song Contest 1986 ha cantato per Cipro, classificandosi all'ultimo posto con Tora zo.

## Discografia
- 1972: Den Ton Eida
- 1973: Elpida
- 1975: Koita To Fos
- 1975: Epi Skinis
- 1976: Elpida
- 1978: Borei
- 1979: Sokrati
- 1979: Elpida
- 1979: Ta Oraiotera Tragoudia Mou (compilation)
- 1981: Me Tin Elpida
- 1983: Me Logia Apla
- 1987: Flas
- 1988: 16 Apo Ta Oraiotera Tragoudia (compilation)
- 1989: Ela na Paizoume
- 1990: Tragoudontas Tis Epohes, 10
- 1990: Selida 16
- 1992: To Palio Na Legetai
- 1994: Mes Sti Nihta Hathika
- 1994: "Zileia"/"Kameno Harti" (maxi single)
- 1995: To Lathos Kai To Pathos
- 1997: Me Tragoudia Kai Logia ta Oraiotera Mou, 1972–87 (compilation)